# Tour d'Oman 2023
El Tour d'Oman 2023 fou la dotzena edició del Tour d'Oman. La cursa es va disputar en cinc etapes entre l'11 i el 15 de febrer de 2023, amb un total de 830,4 km disputats. La cursa formava part de l'UCI ProSeries 2023, amb una categoria 2.Pro.
El vencedor final fou l'estatunidenc Matteo Jorgenson (Movistar Team), que s'imposà per un sol segon de diferència al belga Mauri Vansevenant (Soudal Quick-Step) i per 28 segons al francès Geoffrey Bouchard (AG2R Citroën Team).

## Equips participants
L'organització convidà a 19 equips a prendre part en aquesta cursa.
| WorldTeams (9)- AG2R Citroën Team - Arkéa-Samsic - Astana Qazaqstan Team - Bora-Hansgrohe - Cofidis - Intermarché-Circus-Wanty - Movistar Team - Soudal Quick-Step - UAE Team Emirates ProTeams (7)- Bingoal WB - Burgos-BH - Equipo Kern Pharma - Human Powered Health - Israel-Premier Tech - Lotto Dstny - Uno-X Pro Cycling Team Equips continentals (2)- Terengganu Polygon Cycling Team - JCL Team Ukyo Equip nacional- Oman |
| |

## Etapes
| Etapa    | Data      | Ciutats d'etapa                                        | type                    | Distància (km) | Desnivell (m) | Vencedor de l'etapa | Líder de la general |
| -------- | --------- | ------------------------------------------------------ | ----------------------- | -------------- | ------------- | ------------------- | ------------------- |
| 1a etapa | 11 de feb | Al-Rustaq – Centre de Convencions i Exposicions d'Oman | etapa plana             | 147,4          | 807 m         | Tim Merlier         | Tim Merlier         |
| 2a etapa | 12 de feb | Sultan Qaboos Sports Complex – Qurayyat                | etapa de mitja muntanya | 174            | 2.051 m       | Jesús Herrada López | Jesús Herrada López |
| 3a etapa | 13 de feb | Al Khobar – Jabal Haat                                 | etapa accidentada       | 152            | 1.584 m       | Matteo Jorgenson    | Matteo Jorgenson    |
| 4a etapa | 14 de feb | Izki – Yitti Hills                                     | etapa accidentada       | 205            | 1.447 m       | Diego Ulissi        | Matteo Jorgenson    |
| 5a etapa | 15 de feb | Samā'il – Jebel Akhdar                                 | etapa de mitja muntanya | 152            | 1.970 m       | Mauri Vansevenant   | Matteo Jorgenson    |

### Etapa 1
| \| Classificació de l'etapa \| Classificació de l'etapa \| Classificació de l'etapa \| Classificació de l'etapa \| Classificació de l'etapa \| \| Corredor \| Corredor \| Equip \| Temps \| \| \| ------------------------ \| ------------------------ \| ------------------------ \| ------------------------ \| ------------------------ \| \| 1r \| Tim Merlier \| Soudal Quick-Step \| 3h 31' 00" \| \| \| 2n \| David Dekker \| Arkéa-Samsic \| + 0" \| \| \| 3r \| Axel Zingle \| Cofidis \| + 0" \| \| \| 4t \| Arne Marit \| Intermarché-Circus-Wanty \| + 0" \| \| \| 5è \| Kristoffer Halvorsen \| Uno-X Pro Cycling Team \| + 0" \| \| \| 6è \| Pascal Ackermann \| UAE Team Emirates \| + 0" \| \| \| 7è \| Matthew Walls \| Bora-Hansgrohe \| + 0" \| \| \| 8è \| Alexander Salby \| Bingoal WB \| + 0" \| \| \| 9è \| Max Kanter \| Movistar Team \| + 0" \| \| \| 10è \| Rüdiger Selig \| Lotto Dstny \| + 0" \| \| |                      |                          |            |
| |                      |                          |            |
| Font: ProCyclingStats |                      |                          |            |
| Classificació de l'etapa |                      |                          |            |
| Corredor | Corredor             | Equip                    | Temps      |
| 1r | Tim Merlier          | Soudal Quick-Step        | 3h 31' 00" |
| 2n | David Dekker         | Arkéa-Samsic             | + 0"       |
| 3r | Axel Zingle          | Cofidis                  | + 0"       |
| 4t | Arne Marit           | Intermarché-Circus-Wanty | + 0"       |
| 5è | Kristoffer Halvorsen | Uno-X Pro Cycling Team   | + 0"       |
| 6è | Pascal Ackermann     | UAE Team Emirates        | + 0"       |
| 7è | Matthew Walls        | Bora-Hansgrohe           | + 0"       |
| 8è | Alexander Salby      | Bingoal WB               | + 0"       |
| 9è | Max Kanter           | Movistar Team            | + 0"       |
| 10è | Rüdiger Selig        | Lotto Dstny              | + 0"       |

| \| Classificació general \| Classificació general \| Classificació general \| Classificació general \| Classificació general \| \| Corredor \| Corredor \| Equip \| Temps \| \| \| --------------------- \| --------------------- \| ------------------------------- \| --------------------- \| --------------------- \| \| 1r \| Tim Merlier \| Soudal Quick-Step \| 3h 30' 50" \| \| \| 2n \| David Dekker \| Arkéa-Samsic \| + 4" \| \| \| 3r \| Jeroen Meijers \| Terengganu Polygon Cycling Team \| + 5" \| \| \| 4t \| Axel Zingle \| Cofidis \| + 6" \| \| \| 5è \| Rodrigo Álvarez \| Burgos-BH \| + 6" \| \| \| 6è \| Arne Marit \| Intermarché-Circus-Wanty \| + 10" \| \| \| 7è \| Kristoffer Halvorsen \| Uno-X Pro Cycling Team \| + 10" \| \| \| 8è \| Pascal Ackermann \| UAE Team Emirates \| + 10" \| \| \| 9è \| Matthew Walls \| Bora-Hansgrohe \| + 10" \| \| \| 10è \| Alexander Salby \| Bingoal WB \| + 10" \| \| |                      |                                 |            |
| |                      |                                 |            |
| Font: ProCyclingStats |                      |                                 |            |
| Classificació general |                      |                                 |            |
| Corredor | Corredor             | Equip                           | Temps      |
| 1r | Tim Merlier          | Soudal Quick-Step               | 3h 30' 50" |
| 2n | David Dekker         | Arkéa-Samsic                    | + 4"       |
| 3r | Jeroen Meijers       | Terengganu Polygon Cycling Team | + 5"       |
| 4t | Axel Zingle          | Cofidis                         | + 6"       |
| 5è | Rodrigo Álvarez      | Burgos-BH                       | + 6"       |
| 6è | Arne Marit           | Intermarché-Circus-Wanty        | + 10"      |
| 7è | Kristoffer Halvorsen | Uno-X Pro Cycling Team          | + 10"      |
| 8è | Pascal Ackermann     | UAE Team Emirates               | + 10"      |
| 9è | Matthew Walls        | Bora-Hansgrohe                  | + 10"      |
| 10è | Alexander Salby      | Bingoal WB                      | + 10"      |

### Etapa 2
| \| Classificació de l'etapa \| Classificació de l'etapa \| Classificació de l'etapa \| Classificació de l'etapa \| Classificació de l'etapa \| \| Corredor \| Corredor \| Equip \| Temps \| \| \| ------------------------ \| ------------------------- \| ------------------------ \| ------------------------ \| ------------------------ \| \| 1r \| Jesús Herrada López \| Cofidis \| 4h 21' 07" \| \| \| 2n \| Maxim Van Gils \| Lotto Dstny \| + 0" \| \| \| 3r \| Diego Ulissi \| UAE Team Emirates \| + 0" \| \| \| 4t \| Matteo Jorgenson \| Movistar Team \| + 0" \| \| \| 5è \| Mauri Vansevenant \| Soudal Quick-Step \| + 0" \| \| \| 6è \| Aleksei Lutsenko \| Astana Qazaqstan Team \| + 3" \| \| \| 7è \| Rémy Rochas \| Cofidis \| + 5" \| \| \| 8è \| Cristián Rodríguez Martín \| Arkéa-Samsic \| + 5" \| \| \| 9è \| Stan Dewulf \| AG2R Citroën Team \| + 5" \| \| \| 10è \| Davide Formolo \| UAE Team Emirates \| + 5" \| \| |                           |                       |            |
| |                           |                       |            |
| Font: ProCyclingStats |                           |                       |            |
| Classificació de l'etapa |                           |                       |            |
| Corredor | Corredor                  | Equip                 | Temps      |
| 1r | Jesús Herrada López       | Cofidis               | 4h 21' 07" |
| 2n | Maxim Van Gils            | Lotto Dstny           | + 0"       |
| 3r | Diego Ulissi              | UAE Team Emirates     | + 0"       |
| 4t | Matteo Jorgenson          | Movistar Team         | + 0"       |
| 5è | Mauri Vansevenant         | Soudal Quick-Step     | + 0"       |
| 6è | Aleksei Lutsenko          | Astana Qazaqstan Team | + 3"       |
| 7è | Rémy Rochas               | Cofidis               | + 5"       |
| 8è | Cristián Rodríguez Martín | Arkéa-Samsic          | + 5"       |
| 9è | Stan Dewulf               | AG2R Citroën Team     | + 5"       |
| 10è | Davide Formolo            | UAE Team Emirates     | + 5"       |

| \| Classificació general \| Classificació general \| Classificació general \| Classificació general \| Classificació general \| \| Corredor \| Corredor \| Equip \| Temps \| \| \| --------------------- \| --------------------- \| ---------------------- \| --------------------- \| --------------------- \| \| 1r \| Jesús Herrada López \| Cofidis \| 7h 51' 57" \| \| \| 2n \| Maxim Van Gils \| Lotto Dstny \| + 4" \| \| \| 3r \| Diego Ulissi \| UAE Team Emirates \| + 6" \| \| \| 4t \| Mauri Vansevenant \| Soudal Quick-Step \| + 10" \| \| \| 5è \| Matteo Jorgenson \| Movistar Team \| + 10" \| \| \| 6è \| Aleksei Lutsenko \| Astana Qazaqstan Team \| + 13" \| \| \| 7è \| Davide Formolo \| UAE Team Emirates \| + 15" \| \| \| 8è \| Lennert Teugels \| Bingoal WB \| + 15" \| \| \| 9è \| Niklas Eg \| Uno-X Pro Cycling Team \| + 15" \| \| \| 10è \| Harold Tejada \| Astana Qazaqstan Team \| + 15" \| \| |                     |                        |            |
| |                     |                        |            |
| Font: ProCyclingStats |                     |                        |            |
| Classificació general |                     |                        |            |
| Corredor | Corredor            | Equip                  | Temps      |
| 1r | Jesús Herrada López | Cofidis                | 7h 51' 57" |
| 2n | Maxim Van Gils      | Lotto Dstny            | + 4"       |
| 3r | Diego Ulissi        | UAE Team Emirates      | + 6"       |
| 4t | Mauri Vansevenant   | Soudal Quick-Step      | + 10"      |
| 5è | Matteo Jorgenson    | Movistar Team          | + 10"      |
| 6è | Aleksei Lutsenko    | Astana Qazaqstan Team  | + 13"      |
| 7è | Davide Formolo      | UAE Team Emirates      | + 15"      |
| 8è | Lennert Teugels     | Bingoal WB             | + 15"      |
| 9è | Niklas Eg           | Uno-X Pro Cycling Team | + 15"      |
| 10è | Harold Tejada       | Astana Qazaqstan Team  | + 15"      |

### Etapa 3
| \| Classificació de l'etapa \| Classificació de l'etapa \| Classificació de l'etapa \| Classificació de l'etapa \| Classificació de l'etapa \| \| Corredor \| Corredor \| Equip \| Temps \| \| \| ------------------------ \| ------------------------- \| ------------------------ \| ------------------------ \| ------------------------ \| \| 1r \| Matteo Jorgenson \| Movistar Team \| 3h 33' 51" \| \| \| 2n \| Mauri Vansevenant \| Soudal Quick-Step \| + 2" \| \| \| 3r \| Geoffrey Bouchard \| AG2R Citroën Team \| + 3" \| \| \| 4t \| Cristián Rodríguez Martín \| Arkéa-Samsic \| + 3" \| \| \| 5è \| Cian Uijtdebroeks \| Bora-Hansgrohe \| + 3" \| \| \| 6è \| Victor Langellotti \| Burgos-BH \| + 3" \| \| \| 7è \| Harold Tejada \| Astana Qazaqstan Team \| + 7" \| \| \| 8è \| Diego Ulissi \| UAE Team Emirates \| + 9" \| \| \| 9è \| Maxim Van Gils \| Lotto Dstny \| + 11" \| \| \| 10è \| Jesús Herrada López \| Cofidis \| + 16" \| \| |                           |                       |            |
| |                           |                       |            |
| Font: ProCyclingStats |                           |                       |            |
| Classificació de l'etapa |                           |                       |            |
| Corredor | Corredor                  | Equip                 | Temps      |
| 1r | Matteo Jorgenson          | Movistar Team         | 3h 33' 51" |
| 2n | Mauri Vansevenant         | Soudal Quick-Step     | + 2"       |
| 3r | Geoffrey Bouchard         | AG2R Citroën Team     | + 3"       |
| 4t | Cristián Rodríguez Martín | Arkéa-Samsic          | + 3"       |
| 5è | Cian Uijtdebroeks         | Bora-Hansgrohe        | + 3"       |
| 6è | Victor Langellotti        | Burgos-BH             | + 3"       |
| 7è | Harold Tejada             | Astana Qazaqstan Team | + 7"       |
| 8è | Diego Ulissi              | UAE Team Emirates     | + 9"       |
| 9è | Maxim Van Gils            | Lotto Dstny           | + 11"      |
| 10è | Jesús Herrada López       | Cofidis               | + 16"      |

| \| Classificació general \| Classificació general \| Classificació general \| Classificació general \| Classificació general \| \| Corredor \| Corredor \| Equip \| Temps \| \| \| --------------------- \| ------------------------- \| --------------------- \| --------------------- \| --------------------- \| \| 1r \| Matteo Jorgenson \| Movistar Team \| 11h 25' 48" \| \| \| 2n \| Mauri Vansevenant \| Soudal Quick-Step \| + 6" \| \| \| 3r \| Geoffrey Bouchard \| AG2R Citroën Team \| + 14" \| \| \| 4t \| Diego Ulissi \| UAE Team Emirates \| + 15" \| \| \| 5è \| Maxim Van Gils \| Lotto Dstny \| + 15" \| \| \| 6è \| Jesús Herrada López \| Cofidis \| + 16" \| \| \| 7è \| Victor Langellotti \| Burgos-BH \| + 18" \| \| \| 8è \| Cian Uijtdebroeks \| Bora-Hansgrohe \| + 18" \| \| \| 9è \| Cristián Rodríguez Martín \| Arkéa-Samsic \| + 18" \| \| \| 10è \| Harold Tejada \| Astana Qazaqstan Team \| + 22" \| \| |                           |                       |             |
| |                           |                       |             |
| Font: ProCyclingStats |                           |                       |             |
| Classificació general |                           |                       |             |
| Corredor | Corredor                  | Equip                 | Temps       |
| 1r | Matteo Jorgenson          | Movistar Team         | 11h 25' 48" |
| 2n | Mauri Vansevenant         | Soudal Quick-Step     | + 6"        |
| 3r | Geoffrey Bouchard         | AG2R Citroën Team     | + 14"       |
| 4t | Diego Ulissi              | UAE Team Emirates     | + 15"       |
| 5è | Maxim Van Gils            | Lotto Dstny           | + 15"       |
| 6è | Jesús Herrada López       | Cofidis               | + 16"       |
| 7è | Victor Langellotti        | Burgos-BH             | + 18"       |
| 8è | Cian Uijtdebroeks         | Bora-Hansgrohe        | + 18"       |
| 9è | Cristián Rodríguez Martín | Arkéa-Samsic          | + 18"       |
| 10è | Harold Tejada             | Astana Qazaqstan Team | + 22"       |

### Etapa 4
| \| Classificació de l'etapa \| Classificació de l'etapa \| Classificació de l'etapa \| Classificació de l'etapa \| Classificació de l'etapa \| \| Corredor \| Corredor \| Equip \| Temps \| \| \| ------------------------ \| ------------------------ \| ------------------------ \| ------------------------ \| ------------------------ \| \| 1r \| Diego Ulissi \| UAE Team Emirates \| 4h 36' 48" \| \| \| 2n \| Axel Zingle \| Cofidis \| + 0" \| \| \| 3r \| Ide Schelling \| Bora-Hansgrohe \| + 0" \| \| \| 4t \| Jordi Warlop \| Soudal Quick-Step \| + 0" \| \| \| 5è \| Louis Bendixen \| Uno-X Pro Cycling Team \| + 0" \| \| \| 6è \| Jenthe Biermans \| Arkéa-Samsic \| + 0" \| \| \| 7è \| Andrea Vendrame \| AG2R Citroën Team \| + 0" \| \| \| 8è \| Maxim Van Gils \| Lotto Dstny \| + 0" \| \| \| 9è \| Jesús Herrada López \| Cofidis \| + 0" \| \| \| 10è \| Aleksei Lutsenko \| Astana Qazaqstan Team \| + 0" \| \| |                     |                        |            |
| |                     |                        |            |
| Font: ProCyclingStats |                     |                        |            |
| Classificació de l'etapa |                     |                        |            |
| Corredor | Corredor            | Equip                  | Temps      |
| 1r | Diego Ulissi        | UAE Team Emirates      | 4h 36' 48" |
| 2n | Axel Zingle         | Cofidis                | + 0"       |
| 3r | Ide Schelling       | Bora-Hansgrohe         | + 0"       |
| 4t | Jordi Warlop        | Soudal Quick-Step      | + 0"       |
| 5è | Louis Bendixen      | Uno-X Pro Cycling Team | + 0"       |
| 6è | Jenthe Biermans     | Arkéa-Samsic           | + 0"       |
| 7è | Andrea Vendrame     | AG2R Citroën Team      | + 0"       |
| 8è | Maxim Van Gils      | Lotto Dstny            | + 0"       |
| 9è | Jesús Herrada López | Cofidis                | + 0"       |
| 10è | Aleksei Lutsenko    | Astana Qazaqstan Team  | + 0"       |

| \| Classificació general \| Classificació general \| Classificació general \| Classificació general \| Classificació general \| \| Corredor \| Corredor \| Equip \| Temps \| \| \| --------------------- \| ------------------------- \| ------------------------ \| --------------------- \| --------------------- \| \| 1r \| Matteo Jorgenson \| Movistar Team \| 16h 02' 36" \| \| \| 2n \| Diego Ulissi \| UAE Team Emirates \| + 5" \| \| \| 3r \| Mauri Vansevenant \| Soudal Quick-Step \| + 5" \| \| \| 4t \| Geoffrey Bouchard \| AG2R Citroën Team \| + 14" \| \| \| 5è \| Maxim Van Gils \| Lotto Dstny \| + 15" \| \| \| 6è \| Jesús Herrada López \| Cofidis \| + 16" \| \| \| 7è \| Rein Taaramäe \| Intermarché-Circus-Wanty \| + 18" \| \| \| 8è \| Victor Langellotti \| Burgos-BH \| + 18" \| \| \| 9è \| Cian Uijtdebroeks \| Bora-Hansgrohe \| + 18" \| \| \| 10è \| Cristián Rodríguez Martín \| Arkéa-Samsic \| + 18" \| \| |                           |                          |             |
| |                           |                          |             |
| Font: ProCyclingStats |                           |                          |             |
| Classificació general |                           |                          |             |
| Corredor | Corredor                  | Equip                    | Temps       |
| 1r | Matteo Jorgenson          | Movistar Team            | 16h 02' 36" |
| 2n | Diego Ulissi              | UAE Team Emirates        | + 5"        |
| 3r | Mauri Vansevenant         | Soudal Quick-Step        | + 5"        |
| 4t | Geoffrey Bouchard         | AG2R Citroën Team        | + 14"       |
| 5è | Maxim Van Gils            | Lotto Dstny              | + 15"       |
| 6è | Jesús Herrada López       | Cofidis                  | + 16"       |
| 7è | Rein Taaramäe             | Intermarché-Circus-Wanty | + 18"       |
| 8è | Victor Langellotti        | Burgos-BH                | + 18"       |
| 9è | Cian Uijtdebroeks         | Bora-Hansgrohe           | + 18"       |
| 10è | Cristián Rodríguez Martín | Arkéa-Samsic             | + 18"       |

### Etapa 5
| \| Classificació de l'etapa \| Classificació de l'etapa \| Classificació de l'etapa \| Classificació de l'etapa \| Classificació de l'etapa \| \| Corredor \| Corredor \| Equip \| Temps \| \| \| ------------------------ \| ------------------------- \| ------------------------ \| ------------------------ \| ------------------------ \| \| 1r \| Mauri Vansevenant \| Soudal Quick-Step \| 3h 53' 51" \| \| \| 2n \| Matteo Jorgenson \| Movistar Team \| + 0" \| \| \| 3r \| Geoffrey Bouchard \| AG2R Citroën Team \| + 12" \| \| \| 4t \| Rein Taaramäe \| Intermarché-Circus-Wanty \| + 22" \| \| \| 5è \| Maxim Van Gils \| Lotto Dstny \| + 37" \| \| \| 6è \| Diego Ulissi \| UAE Team Emirates \| + 37" \| \| \| 7è \| Cristián Rodríguez Martín \| Arkéa-Samsic \| + 58" \| \| \| 8è \| Jesús Herrada López \| Cofidis \| + 58" \| \| \| 9è \| Carlos Verona Quintanilla \| Movistar Team \| + 1' 00" \| \| \| 10è \| Cian Uijtdebroeks \| Bora-Hansgrohe \| + 1' 12" \| \| |                           |                          |            |
| |                           |                          |            |
| Font: ProCyclingStats |                           |                          |            |
| Classificació de l'etapa |                           |                          |            |
| Corredor | Corredor                  | Equip                    | Temps      |
| 1r | Mauri Vansevenant         | Soudal Quick-Step        | 3h 53' 51" |
| 2n | Matteo Jorgenson          | Movistar Team            | + 0"       |
| 3r | Geoffrey Bouchard         | AG2R Citroën Team        | + 12"      |
| 4t | Rein Taaramäe             | Intermarché-Circus-Wanty | + 22"      |
| 5è | Maxim Van Gils            | Lotto Dstny              | + 37"      |
| 6è | Diego Ulissi              | UAE Team Emirates        | + 37"      |
| 7è | Cristián Rodríguez Martín | Arkéa-Samsic             | + 58"      |
| 8è | Jesús Herrada López       | Cofidis                  | + 58"      |
| 9è | Carlos Verona Quintanilla | Movistar Team            | + 1' 00"   |
| 10è | Cian Uijtdebroeks         | Bora-Hansgrohe           | + 1' 12"   |

## Classificacions finals

### Classificació general
| \| Classificació general \| Classificació general \| Classificació general \| Classificació general \| Classificació general \| \| Corredor \| Corredor \| Equip \| Temps \| \| \| --------------------- \| ------------------------- \| ------------------------ \| --------------------- \| --------------------- \| \| 1r \| Matteo Jorgenson \| Movistar Team \| 19h 56' 21" \| \| \| 2n \| Mauri Vansevenant \| Soudal Quick-Step \| + 1" \| \| \| 3r \| Geoffrey Bouchard \| AG2R Citroën Team \| + 28" \| \| \| 4t \| Rein Taaramäe \| Intermarché-Circus-Wanty \| + 46" \| \| \| 5è \| Diego Ulissi \| UAE Team Emirates \| + 48" \| \| \| 6è \| Maxim Van Gils \| Lotto Dstny \| + 58" \| \| \| 7è \| Jesús Herrada López \| Cofidis \| + 1' 20" \| \| \| 8è \| Cristián Rodríguez Martín \| Arkéa-Samsic \| + 1' 22" \| \| \| 9è \| Cian Uijtdebroeks \| Bora-Hansgrohe \| + 1' 36" \| \| \| 10è \| Carlos Verona Quintanilla \| Movistar Team \| + 1' 37" \| \| |                           |                          |             |
| |                           |                          |             |
| Font: ProCyclingStats |                           |                          |             |
| Classificació general |                           |                          |             |
| Corredor | Corredor                  | Equip                    | Temps       |
| 1r | Matteo Jorgenson          | Movistar Team            | 19h 56' 21" |
| 2n | Mauri Vansevenant         | Soudal Quick-Step        | + 1"        |
| 3r | Geoffrey Bouchard         | AG2R Citroën Team        | + 28"       |
| 4t | Rein Taaramäe             | Intermarché-Circus-Wanty | + 46"       |
| 5è | Diego Ulissi              | UAE Team Emirates        | + 48"       |
| 6è | Maxim Van Gils            | Lotto Dstny              | + 58"       |
| 7è | Jesús Herrada López       | Cofidis                  | + 1' 20"    |
| 8è | Cristián Rodríguez Martín | Arkéa-Samsic             | + 1' 22"    |
| 9è | Cian Uijtdebroeks         | Bora-Hansgrohe           | + 1' 36"    |
| 10è | Carlos Verona Quintanilla | Movistar Team            | + 1' 37"    |

### Classificacions secundàries

#### Classificació per punts
| Classificació per punts | Classificació per punts   | Classificació per punts | Classificació per punts | Classificació per punts |
| Corredor                | Corredor                  | Equip                   | Punts                   |                         |
| ----------------------- | ------------------------- | ----------------------- | ----------------------- | ----------------------- |
| 1r                      | Matteo Jorgenson          | Movistar Team           | 34 pts                  |                         |
| 2n                      | Mauri Vansevenant         | Soudal Quick-Step       | 33 pts                  |                         |
| 3r                      | Diego Ulissi              | UAE Team Emirates       | 31 pts                  |                         |
| 4t                      | Maxim Van Gils            | Lotto Dstny             | 22 pts                  |                         |
| 5è                      | Axel Zingle               | Cofidis                 | 21 pts                  |                         |
| 6è                      | Jesús Herrada López       | Cofidis                 | 20 pts                  |                         |
| 7è                      | Geoffrey Bouchard         | AG2R Citroën Team       | 18 pts                  |                         |
| 8è                      | Tim Merlier               | Soudal Quick-Step       | 17 pts                  |                         |
| 9è                      | Cristián Rodríguez Martín | Arkéa-Samsic            | 14 pts                  |                         |
| 10è                     | David Dekker              | Arkéa-Samsic            | 12 pts                  |                         |

#### Classificació dels joves
| Classificació del millor jove | Classificació del millor jove | Classificació del millor jove | Classificació del millor jove | Classificació del millor jove |
| Corredor                      | Corredor                      | Equip                         | Temps                         |                               |
| ----------------------------- | ----------------------------- | ----------------------------- | ----------------------------- | ----------------------------- |
| 1r                            | Matteo Jorgenson              | Movistar Team                 | 19h 56' 21"                   |                               |
| 2n                            | Mauri Vansevenant             | Soudal Quick-Step             | + 1"                          |                               |
| 3r                            | Maxim Van Gils                | Lotto Dstny                   | + 58"                         |                               |
| 4t                            | Cian Uijtdebroeks             | Bora-Hansgrohe                | + 1' 36"                      |                               |
| 5è                            | Sylvain Moniquet              | Lotto Dstny                   | + 2' 44"                      |                               |
| 6è                            | Michel Ries                   | Arkéa-Samsic                  | + 3' 27"                      |                               |
| 7è                            | Ide Schelling                 | Bora-Hansgrohe                | + 5' 38"                      |                               |
| 8è                            | Magnus Kulset                 | Uno-X Pro Cycling Team        | + 5' 41"                      |                               |
| 9è                            | Pablo Castrillo Zapater       | Equipo Kern Pharma            | + 6' 01"                      |                               |
| 10è                           | Embret Svestad-Bårdseng       | Human Powered Health          | + 6' 35"                      |                               |

#### Classificació per equips
| Classificació per equips | Classificació per equips | Classificació per equips | Classificació per equips |
| Equip                    | Equip                    | Temps                    |                          |
| ------------------------ | ------------------------ | ------------------------ | ------------------------ |
| 1r                       | Bora-Hansgrohe           | 59h 55' 12"              |                          |
| 2n                       | Soudal Quick-Step        | + 2' 36"                 |                          |
| 3r                       | Intermarché-Circus-Wanty | + 2' 46"                 |                          |
| 4t                       | Arkéa-Samsic             | + 2' 47"                 |                          |
| 5è                       | AG2R Citroën Team        | + 4' 52"                 |                          |

## Evolució de les classificacions
| Etapes                 | Vencedor               | Classificació general | Classificació per punts | Classificació dels joves | Classificació de la combativitat | Classificació par equips |
| ---------------------- | ---------------------- | --------------------- | ----------------------- | ------------------------ | -------------------------------- | ------------------------ |
| 1                      | Tim Merlier            | Tim Merlier           | Tim Merlier             | David Dekker             | Jeroen Meijers                   | UAE Team Emirates        |
| 2                      | Jesús Herrada          | Jesús Herrada         | Jesús Herrada           | Maxim Van Gils           | Jeroen Meijers                   | Burgos-BH                |
| 3                      | Matteo Jorgenson       | Matteo Jorgenson      | Matteo Jorgenson        | Matteo Jorgenson         | Jeroen Meijers                   | Bora-Hansgrohe           |
| 4                      | Diego Ulissi           | Matteo Jorgenson      | Diego Ulissi            | Matteo Jorgenson         | Fredrik Dversnes                 | Bora-Hansgrohe           |
| 5                      | Mauri Vansevenant      | Matteo Jorgenson      | Matteo Jorgenson        | Matteo Jorgenson         | Fredrik Dversnes                 | Bora-Hansgrohe           |
| Classificacions finals | Classificacions finals | Matteo Jorgenson      | Matteo Jorgenson        | Matteo Jorgenson         | Fredrik Dversnes                 | Bora-Hansgrohe           |